# Диксон, Даймонд
Даймонд Диксон (англ. Diamond Dixon; род. 29 июня 1992) — американская легкоатлетка, олимпийская чемпионка.

## Биография
На Олимпийских играх 2012 года в Лондоне участвовала в эстафете 4 на 400 метров, что способствовало завоеванию золотой медали командой США.
В 2012 году она стала чемпионкой зала NCAA для Университета Канзаса.